# 3825 Nürnberg
A 3825 Nürnberg (ideiglenes jelöléssel 1967 UR) a Naprendszer kisbolygóövében található aszteroida. Luboš Kohoutek fedezte fel 1967. október 30-án.